# Туманишвили, Автандил Биртвелович
Автандил Биртвелович Туманишвили (груз. ავთანდილ ბირთველის ძე თუმანიშვილი, 1793 — не ранее 1820) — грузинский драматург. Считается основоположником грузинской реалистической комедии.

## Биография
Отец Автандила — Биртвел Туманишвили (1760—1836) — начинал секретарём царя Кахети (1744—1762) и объединённого восточно-грузинского царства Картли-Кахети Ираклия II, а затем последнего её царя Георгия ХII. После присоединения Грузии к России Биртвел поступил на административную службу и получил чин титулярного советника, был городничим города Гори, но в основном жил в своем селе Хелтубани (близ Гори). Автандил был сыном от его первого брака. Мать Автандила рано умерла. Сводным братом Автандилу был Михаил Туманишвили (1818—1875), известный грузинский поэт-романтик.
Учился во вновь учрежденном дворянском благородном училище, где изучил русский язык, по окончании два года отработал переводчиком в Гори.
Работал в России, был там близок с грузинской знатью (был секретарем Давида Батонишвили), по поручению которого писал историю Гори. По их заказу перевёл с русского «География и естествознание Ассирии» (рукопись H-2171). С 1814 служил в Петербурге в 4-м департаменте Сената.
Писал сатирические стихи, сохранившиеся в виде рукописей (H-2130). Автор фарса «Разговоры» (1814), сатирически осмеивающего грузинскую аристократию и осуждающего крепостное право.
В 1819 году был неожиданно арестован в Петербурге по обвинению во взяточничестве (по другим сведениям — в «противозаконной переписке»), лишён прав и звания и отдан в солдаты. Арест Туманишвили якобы был связан с восстанием в Грузии. Исключен из списка арестованных 10 марта 1820 года. Его дальнейшая судьба неизвестна.